# Élection gouvernorale de 2019 dans la république de Crimée
L'élection gouvernorale de 2019 en Crimée a lieu le 20 septembre 2019 afin d'élire au suffrage indirect le chef de la république de Crimée.
Sergueï Aksionov est réélu à l'unanimité pour un mandat de cinq ans.

## Contexte
Les élections législatives, organisées quelques jours auparavant, sont largement remportées par le parti du président Vladimir Poutine, Russie unie, qui conserve une large majorité absolue malgré un recul d'une dizaine de sièges[évasif].

## Mode de scrutin
Le chef de la république de Crimée est élu au suffrage indirect par les députés du Conseil d'État.

## Candidats
- Sergueï Axionov : chef de la république de Crimée en exercice;
- Pavel Shperov : député de la Douma d'État ;
- Sergey Bogatyrenko : député du Conseil d'État de Crimée.

## Résultats
| Candidat                 | Candidat                 | Parti                    | Voix | %     |
| ------------------------ | ------------------------ | ------------------------ | ---- | ----- |
|                          | Sergueï Aksionov         | Russie unie              | 74   | 100   |
|                          | Pavel Chperov            | Parti libéral démocrate  | 0    | 0     |
|                          | Sergueï Bogatyrenko      | Parti communiste         | 0    | 0     |
|                          |                          |                          |      |       |
| Total                    | Total                    | Total                    | 74   | 100   |
| Abstention               | Abstention               | Abstention               | 1    | 1,33  |
| Inscrits / participation | Inscrits / participation | Inscrits / participation | 75   | 98,67 |

## Suites
Sergeï Aksionov nomme Iouri Gotsaniouk président du Conseil des ministres, et celui ci reçoit le vote de confiance de 67 députés.